# Пик, Джордж Нельсон
Джордж Нельсон Пик (англ. George Nelson Peek; 19 ноября 1873, округ Огл, Иллинойс — 17 декабря 1943, округ Сан-Диего, Калифорния) — американский предприниматель, экономист и государственный деятель, специалист по сельскому хозяйству; учился в Северо-Западном университете (1891—1892); член Совета по военной промышленности во время Первой мировой войны; президент компании «Moline Plough» (1919), в которой работал и Хью Джонсон; глава Администрации по регулированию сельского хозяйства (ААА) в период Нового курса Франклина Рузвельта (1933) — конкурировал с министром Генри Уоллесом за полномочия и должность; президент Экспортно-импортного банка (1934).

## Работы
- Equality for agriculture (1922)
- Why quit our own (1936)